# PIBF1
PIBF1‏ (Progesterone immunomodulatory binding factor 1) هوَ بروتين يُشَفر بواسطة جين PIBF1 في الإنسان.